# C16H25NO2S
化学式C16H25NO2S（摩尔质量：295.44 g/mol）可以指：
- 特他洛尔，CAS号：83688-84-0
- 2C-T-5，CAS号：1187859-38-6

|  | 这个同类索引页列出了具有相同分子式的化学物（即同分異構體）条目。 除非您是有意链接至本页，否则应将相应条目的内部链接指向正确的条目。 |